# North American F-107
Il North American F-107 era un cacciabombardiere supersonico monomotore a getto prodotto in pochi esemplari dall'azienda statunitense North American Aviation alla fine degli anni cinquanta.
Sviluppo del precedente caccia North American F-100 Super Sabre, venne progettato per rispondere ad una specifica emessa dalla United States Air Force ma nelle valutazioni finali gli fu preferito il Republic F-105 Thunderchief ed il suo sviluppo venne interrotto.
I soli tre esemplari costruiti ebbero comunque una breve vita operativa; i prototipi numero 1 e numero 3 vennero assegnati, dal tardo 1957, alla National Advisory Committee for Aeronautics (NACA) che li utilizzò a scopo di ricerca nel campo del volo ad alta velocità.

## Storia

### Sviluppo
Nel giugno 1953, la North American Aviation su iniziativa privata ritenne di avviare uno studio per uno sviluppo avanzato del proprio caccia F-100 Super Sabre, il NAA 211 (designazione aziendale) o F-100BI nel ruolo di caccia intercettore ed il NAA 212, poi F-100B, in quella di cacciabombardiere. Inizialmente concentrati sul F-100B lo sviluppo riguardò l'impostazione della nuova variante come cacciabombardiere tattico
equipaggiato con un vano interno per il carico bellico principale e sei piloni subalari. La capacità di rifornimento in volo era assicurata da una sonda retrattile a scomparsa. venne introdotta anche una deriva completamente mobile ed un sistema di controllo automatico di volo per permettere al velivolo di poter rollare a velocità supersoniche usando i deflettori. Il sistema di controllo di volo è stato aggiornato aggiungendo ammortizzatori di beccheggio e di imbardata.
La caratteristica più insolita ed evidente era rappresentata dalla presa d'aria montata dorsalmente e designata Variable Area Inlet Duct (VAID). Mentre il VAID era un sistema unico concepito per l'F-107A, i successivi studi portarono alla realizzazione della presa d'aria a geometria variabile di tipo "a rampa" che controlla automaticamente la quantità di aria destinata all'alimentazione del motore. Benché l'ubicazione della presa d'aria nel progetto preliminare fosse originariamente situata in una posizione scalinata sotto la fusoliera (soluzione in seguito adottata per l'F-16 Fighting Falcon), la presa d'aria è stata infine montata in una posizione non convenzionale sopra ed appena dietro la cabina di pilotaggio. Il sistema VAID risultò essere molto efficiente e la North American riutilizzò il concetto nella progettazione dei suoi A-5 Vigilante, XB-70 Valkyrie ed XF-108 Rapier.
Il posizionamento dorsale della presa d'aria fu una conseguenza di una precisa specifica emanata dall'USAF che richiedeva la possibilità di trasportare anche armi non convenzionali di tipo nucleare collocandole nella parte inferiore. L'originaria posizione avrebbe infatti causato un'onda d'urto che avrebbe interferito nel lancio dell'arma.
L'adozione di questa configurazione ebbe però delle implicazioni negative. In caso di malfunzionamento, il pilota, costretto ad azionare il seggiolino eiettabile avrebbe potuto risentire della depressione causata dal risucchio dell'aria nel motore che avrebbe modificato la traiettoria andando ad impattare sull'impennaggio o sulla presa d'aria con conseguenze sulla sua sopravvivenza. Per questa possibile opportunità di ingestione i piloti soprannominarono l'F-107 con il poco rassicurante nomignolo di man eater (mangiatore di uomini).

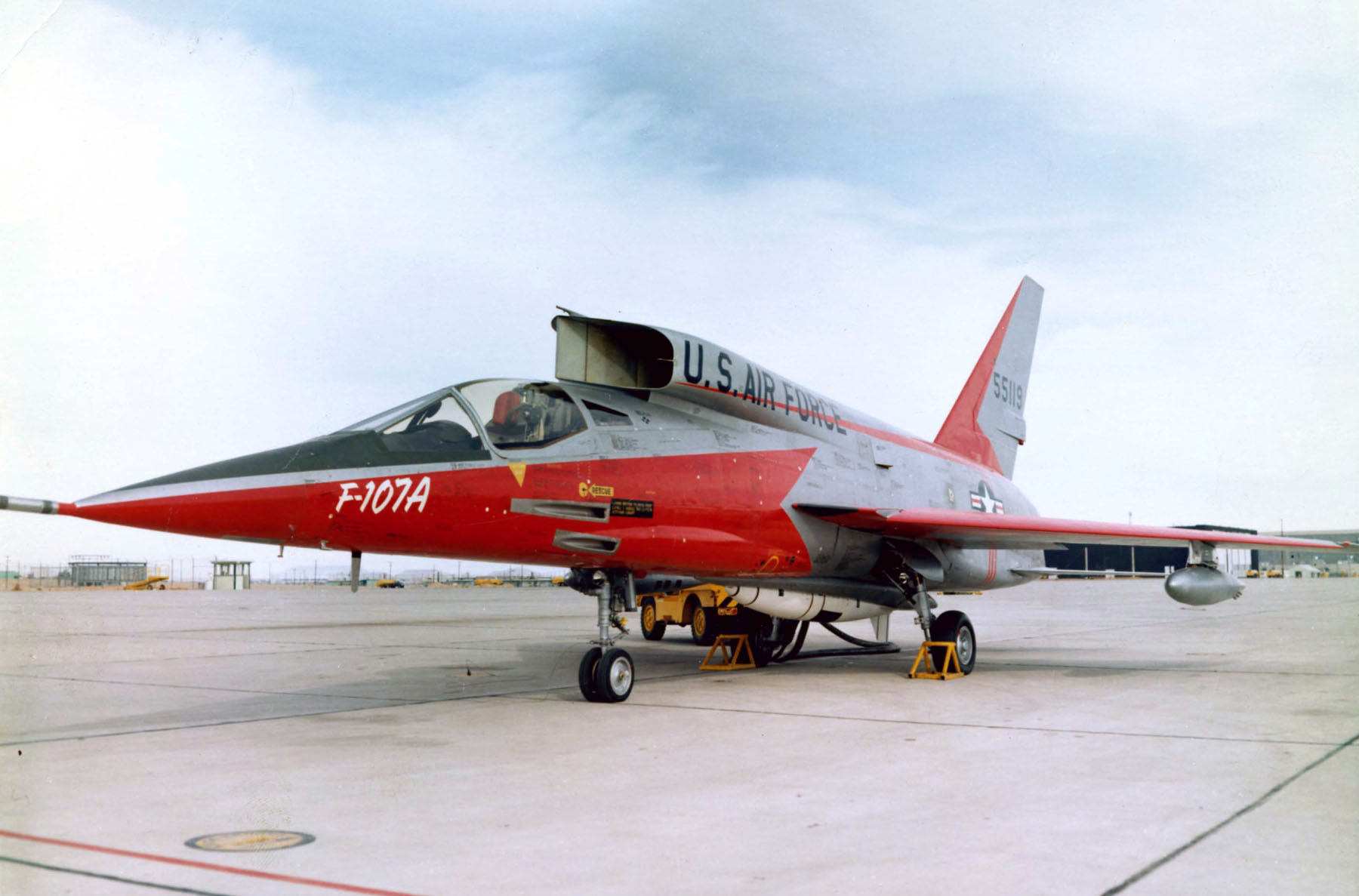
Vista anteriore dell'F-107A. Bene in vista la presa d'aria, collocata sulla parte dorsale della fusoliera, del Variable Area Inlet Duct (VAID).

Inoltre la visuale posteriore era molto limitata anche se all'epoca la possibilità di un dogfight a distanza ravvicinata era ritenuta poco probabile per una tipica missione di un cacciabombardiere, preferito ad un attacco tramite missili aria-aria fuori dalla portata visiva che rendevano superfluo un avvicinamento al nemico in coda.
Nell'agosto 1954 tra l'USAF e la North American Aviation venne sottoscritto un contratto per la fornitura di tre prototipi insieme ad un ordine di pre-produzione per sei cellule supplementari.

### Impiego operativo
Il primo F-107A (s/n 55-5118) venne portato in volo per la prima volta il 10 settembre 1956 ai comandi del capo pilota collaudatore aziendale Bob Baker riuscendo a raggiungere la velocità di Mach 1,03. Benché il test di volo fosse riuscito perfettamente, in fase di atterraggio il parafreno non riuscì ad essere spiegato con il risultato di un cedimento strutturale al carrello anteriore. Nel successivo test del 3 novembre il velivolo riuscì a raggiungere Mach 2.

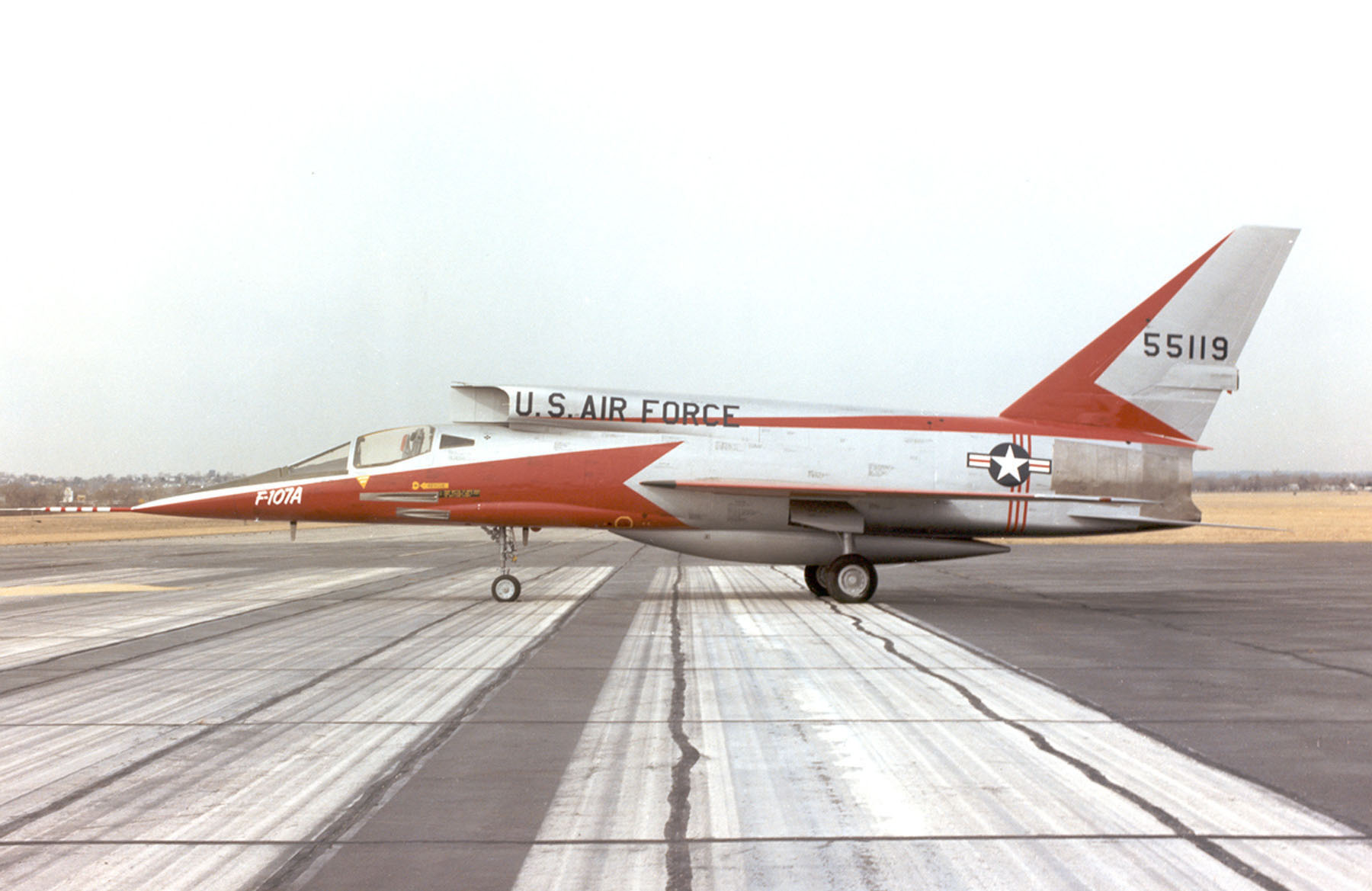
Vista laterale dell'F-107A.

Il secondo F-107A (s/n 55-5119) costruito volò il 28 novembre 1956 e, dotato di carichi bellici convenzionali e nucleari, venne utilizzato per prove di bombardamento. L'ultimo prototipo (s/n 55-5120) si staccò da terra il 10 dicembre 1956.
Alla conclusione del positivo programma di test, il Tactical Air Command decise di fare una valutazione comparativa tra l'F-107A ed il Republic F-105 Thunderchief, suo concorrente diretto, progettato per rispondere agli stessi requisiti ed equipaggiato con il medesimo impianto di propulsione. Alla termine dei test la preferenza venne assegnata al progetto presentato dalla Republic e selezionato come nuovo TAC tactical fighter standard. I tre prototipi F-107A vennero destinati ad un programma di test di volo e l'ordine di pre-produzione fu cancellato.
Nel tardo 1957 i prototipi numero 1 e numero 3 vennero affidati alla National Advisory Committee for Aeronautics (NACA) per ricerche nel campo del volo ad alta velocità, mentre il prototipo numero 2 compì l'ultimo volo il 25 novembre 1957 destinato al National Museum of the United States Air Force vicino a Dayton, nell'Ohio. Nel settembre 1959, con Scott Crossfield ai comandi, il numero 3 rimase gravemente danneggiato durante un decollo abortito. L'esemplare non venne mai riparato e finì per essere utilizzato come obiettivo per l'addestramento al tiro e definitivamente distrutto nei primi anni sessanta.

## Utilizzatori

### Militari
Stati Uniti
- United States Air Force

### Governativi
Stati Uniti
- NACA

## Esemplari attualmente esistenti
I due esemplari sopravvissuti sono attualmente esposti presso strutture museali negli Stati Uniti.
- Il velivolo numero 1 (s/n 55-5118) è attualmente in esposizione presso il Pima Air and Space Museum di Tucson, in Arizona.
- Il velivolo numero 2 (s/n 55-5119) è in esposizione nel padiglione riservato ai prototipi sperimentali del National Museum of the United States Air Force di Dayton, nell'Ohio.